# لويس فرنانديز
لويس فرنانديز (بالإسبانية: Luis Fernández Gutiérrez)‏ (29 سبتمبر 1972 إسبانيا - ) هو لاعب كرة قدم إسباني يلعب كمدافع.

## روابط خارجية
- لويس فرنانديز على موقع قاعدة بيانات كرة القدم.إي يو (الإنجليزية)
- لويس فرنانديز على موقع عالم كرة القدم.نت (الإنجليزية)